# Prea
Prea è una frazione del comune di Roccaforte Mondovì, in provincia di Cuneo.

## Geografia fisica

### Territorio
Prea si trova nell'alta valle Ellero, sulla sinistra orografica del fiume, 838 metri sul livello del mare. È immersa nei boschi di castagno che caratterizzano questa parte della vallata.

## Storia
Prea è un caratteristico borgo alpino di impianto medievale ed è sviluppato attorno alla Chiesa parrocchiale dedicata alla Santissima Trinità, caratterizzata da vie strette e case tipiche delle alte valli piemontesi.

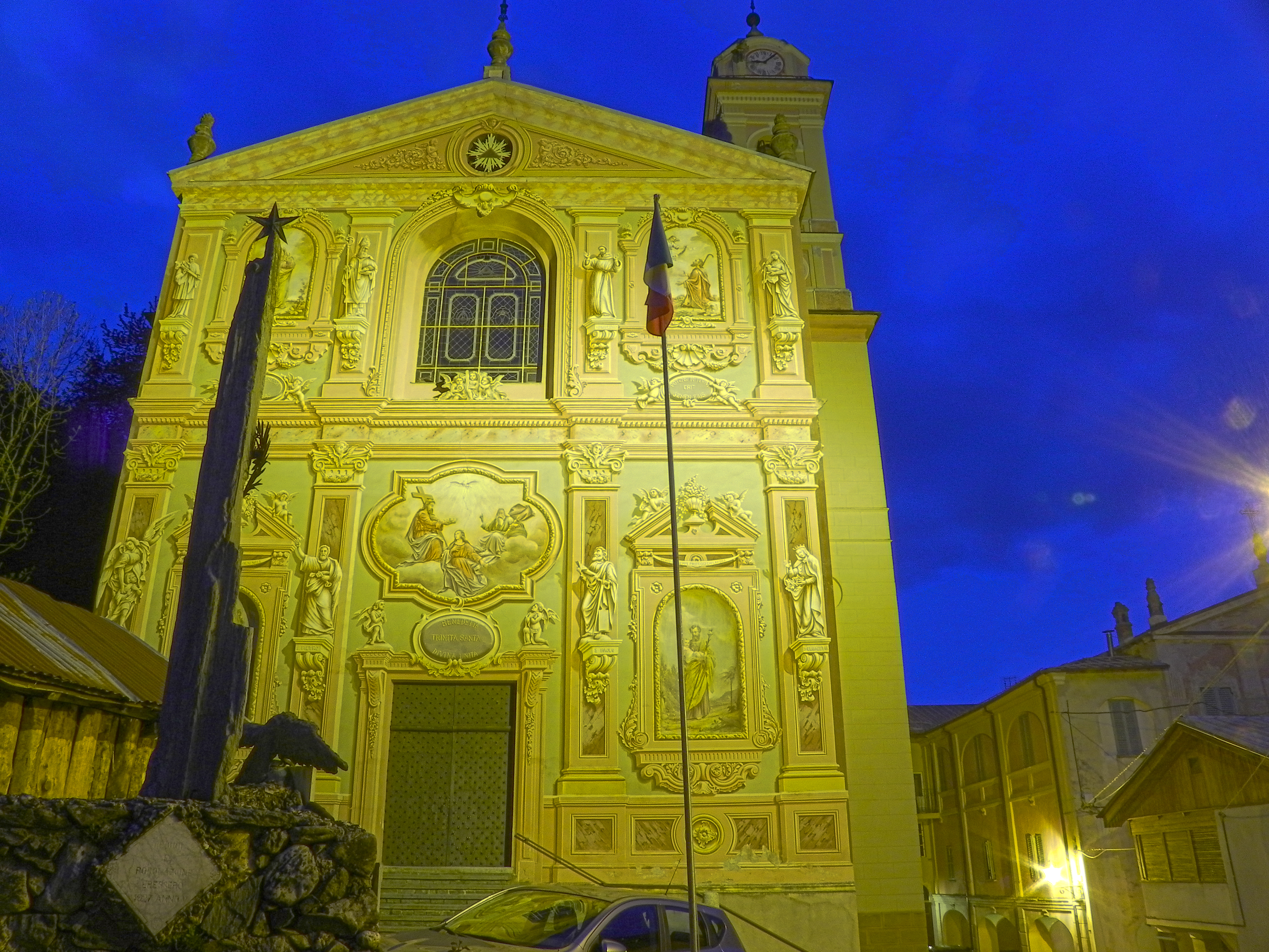
Chiesa della Santissima Trinità

Stando alla tradizione locale questa località prenderebbe il nome da una grossa pietra presso la quale sarebbe stato fondato il paese: in questo luogo è stata inserita una lapide commemorativa con la scritta in kje "Sut a sta peřa jà nasù la Přea" (Traduzione: Sotto questa pietra è nata la Prea).
Si hanno tracce di insediamenti di tribù galliche ed in particolare dei Liguri montani in questa vallata già a partire dalla prima metà del II secolo a.C.
L'importanza della vallata già dal I secolo a.C. deriva dalla costruzione da parte dei Romani della Via Pompea, così chiamata in onore del suo costruttore Pompeo Strabonio.
 
Nel corso dei secoli verrà comunemente chiamata "La via del sale", in quanto il sale era la risorsa principale che transitava su questo percorso, che univa il Piemonte meridionale con il Mar Ligure, dalla colonia romana di Alba Pompeia (l'attuale Alba) fino alla colonia di Albium Ingaunum (l'attuale Albenga). Lungo l'antico tragitto nella vallata abbiamo tuttora dei luoghi il cui nome ci ricorda il loro passato come ad esempio il "Ponte del sale" a 976 m. o la "Cima delle Saline" (2612 m) che si trova al confine tra la Valle Ellero e la Val Tanaro.
In epoca romana venne fondato l'insediamento di Subtenianum a circa tre chilometri a fondovalle dall'attuale abitato di Prea ora scomparso.
Delle vicende del Medio Evo la principale è l'invasione della Vallata attorno al X secolo da parte dei Saraceni provenienti da Sud che si stanziarono tra le valli Ellero e Tanaro fino al 972, anno della loro cacciata. Risale a questo periodo la martirizzazione del Vescovo di Asti Bernulfo vicino al fiume Ellero. 
Questa potrebbe essere una delle cause dell'abbandono di Subtebianum a fondovalle (ora scomparsa) e la fondazione di Prea più in alto rispetto alla valle in una posizione che poteva garantire una maggiore difesa.
Il 26 gennaio 1621 Prea (villa della Prea) viene incorporata nel Feudo di Roccaforte creato l'anno precedente da Carlo Emanuele I di Savoia affidato a Gerolima Legnano dei Marchesi di Moncrivello.
Verso la fine del XVII secolo anche quest'area viene coinvolta nelle cosiddette Guerre del sale, quando il duca Vittorio Amedeo II di Savoia impose la "Tassa sul sale" a cui la popolazione locale era esentata fino a quel momento grazie ad accordi precedenti. A seguito della sollevazione popolare vi furono feroci repressioni e deportazioni.
Nel 1698, con il decreto del Duca di Savoia Amedeo II, la villa di Prea e Roccaforte vengono unite in un'unica entità amministrativa, il Comune di Roccaforte.
Durante il periodo della Resistenza a Prea e nei dintorni operava una formazione partigiana comandata dal tenente Beppe Milano, alla quale è stata dedicata una bacheca in legno all'ingresso del borgo, con cartina ed indicazioni dei luoghi e delle relative funzioni, per un percorso turistico in ricordo e comprensione delle attività della Resistenza nel Monregalese.

## Società

### Lingue e dialetti
In questa località si parla ancora l'antico dialetto occitano detto del kje.

## Cultura

### Eventi

#### Festa occitana

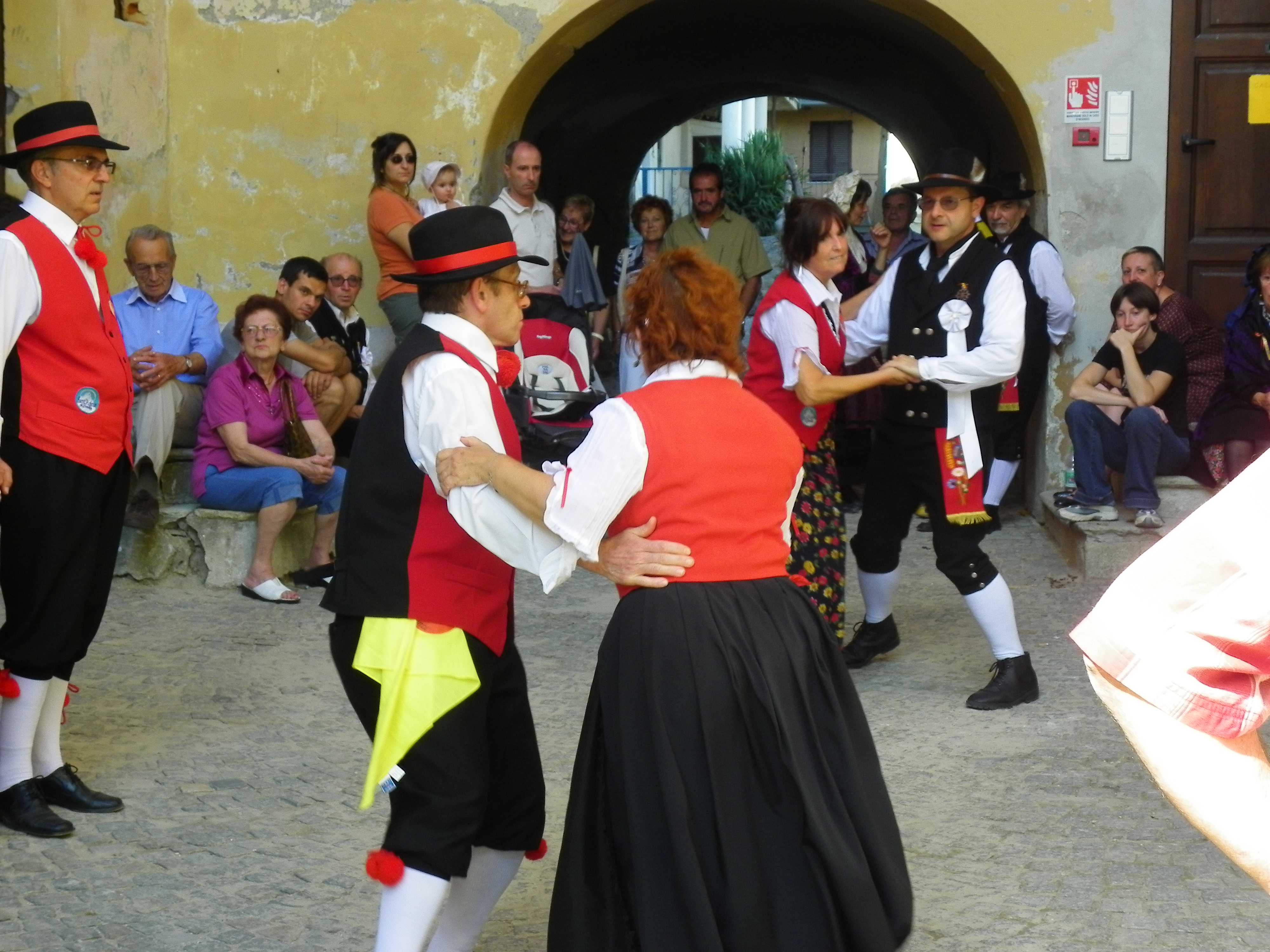
Prea - Danze Occitane

Annualmente, generalmente tra i mesi di luglio ed agosto, vi si svolge una giornata dedicata alla cultura occitana con danze e musiche caratteristiche e con un interessante mercatino dell'artigianato locale. Recentemente è stata anche reinserita l'antica rappresentazione del “Carvò ousitan”, un tempo tipica del periodo carnevalizio nella quale si sottolineava la distinzione tra la spensieratezza e la gioia della festa rappresentata dal carnevale verso le preoccupazioni e le difficoltà della vita quotidiana ed il lavoro rappresentate dalla quaresima.

#### Presepe vivente
Tradizionalmente nel periodo delle festività natalizie vi si svolgono delle rappresentazioni del cosiddetto presepe vivente che vede la partecipazione di circa duecentocinquanta figuranti ed un notevole afflusso di pubblico (si calcola attorno a tremila presenze per ciascuna serata). Il tragitto prevede la riscoperta di antichi mestieri (dalla lavorazione della canapa alla creazione di cesti alla lavorazione artigiana del ferro ecc.) e la rievocazione della natività al culmine del percorso

#### Murales
Dai primi anni del duemila sono stati creati diversi murales su case e altre costruzioni per tutta la frazione, generalmente illustranti scene di vita locale del passato.

## Monumenti e luoghi d'interesse
La Chiesa parrocchiale della Santissima Trinità, edificata in stile barocco piemontese, fu costruita fra il 1847 e il 1866 su progetto dell'architetto Gorresio di Mondovì. La decorazione pittorica della facciata e gli affreschi all'interno sono da attribuire ai pittori monregalesi Toscano e Bartolomeo Giorgis.

## Dintorni

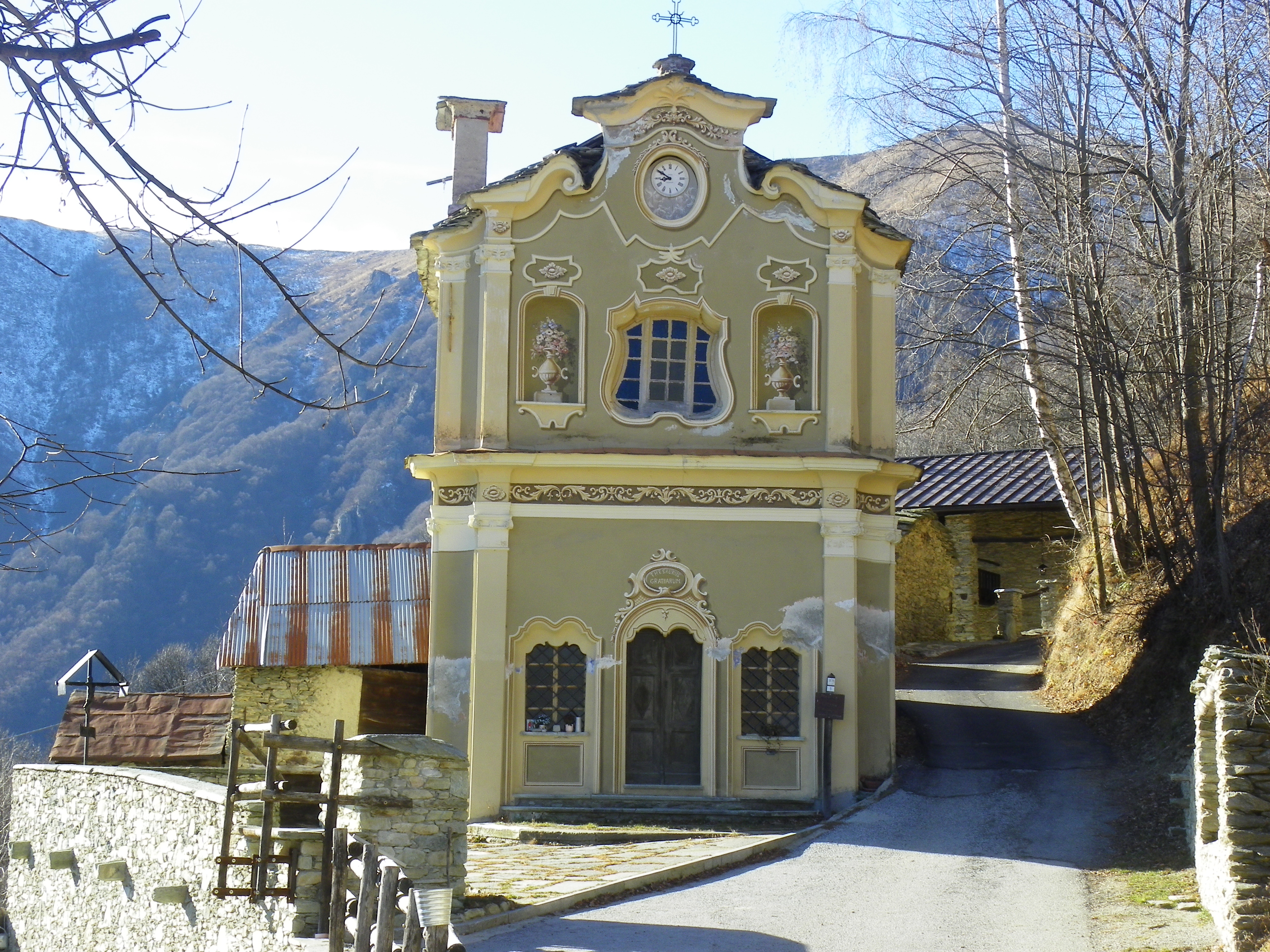
Santuario di Sant'Anna presso Prea - Unico esempio di facciata in Stile Barocco francese in Piemonte

Nelle immediate vicinanze di Prea si trova anche il Santuario di Sant'Anna, la cui facciata risalente al diciottesimo secolo, rappresenta l'unico esempio di Barocco francese in Piemonte. Secondo la tradizione la facciata venne realizzata da un artista fuggitivo d'oltralpe all'epoca della Rivoluzione Francese, in ringraziamento alla Santa che in questo luogo gli apparve salvandolo dalla cattura.

## Sport invernali
Appena fuori dal centro abitato vi è una seggiovia che collega Prea con gli impianti sciistici di Artesina.